# Cantonul Saint-Dié-des-Vosges-Ouest
Cantonul Saint-Dié-des-Vosges-Ouest este un canton din arondismentul Saint-Dié-des-Vosges, departamentul Vosges, regiunea Lorena, Franța.

## Comune
- La Bourgonce: 712 locuitori
- Saint-Dié-des-Vosges (parțial, reședință): 12 765 locuitori
- Saint-Michel-sur-Meurthe: 1 951 locuitori
- La Salle: 310 locuitori
- Taintrux: 1 367 locuitori
- La Voivre: 627 locuitori